# Segunda Conferencia de la ONU sobre el Racismo
La Segunda Conferencia de la ONU sobre el Racismo o Segunda Conferencia Mundial contra el Racismo es una cumbre organizada por la ONU en Ginebra del 20 al 24 de abril de 2009. La conferencia se llama a veces Durban II, refiriéndose a la Primera Conferencia Mundial contra el Racismo, que tuvo lugar en Durban, Sudáfrica, en 2001, porque su objetivo era examinar la implementación de la Declaración y el Programa de Acción de la Conferencia de Durban. La conferencia fue boicoteada por Australia, Canadá, Alemania, Holanda, Israel, Italia, Nueva Zelanda, Polonia y Estados Unidos. La República Checa renunció a participar el primer día y otros veintitrés países de la Unión Europea enviaron delegaciones de segundo nivel.

## Participantes
Israel y Canadá habían anunciado que no estarían presentes en la conferencia. Italia ha seguido el ejemplo a principios de marzo. Estados Unidos, Australia y los Países Bajos no estaban seguros de participar, pero luego anunciaron que no participarían. Estos países anunciaron que estaban preocupados de que la reunión sea una oportunidad para ataques antisemitas, semejantes a las de la reunión de 2001, cuando Estados Unidos e Israel se fueron abruptamente de la conferencia. Para estos países, al igual que la Unión Europea, el principal problema es la llegada del Presidente iraní, Mahmoud Ahmadinejad, conocido por sus acusaciones contra Israel.

## Organización
Organizaciones no gubernamentales (ONG) de todo el mundo se reunieron en Ginebra la semana antes de la conferencia. Más de 1700 representantes de 250 ONG fueron invitados. Es una tradición en las cumbres de la ONU organizar un foro civil en el que se reúnen ONG. Organizaciones no gubernamentales se reúnen para debatir y adoptar una declaración conjunta, esperando que influyen en el documento oficial de la conferencia. Este foro tendré lugar en la Maison des Associations, en Ginebra.
Hay un otro encuentro oficial, la Cumbre de Ginebra sobre los derechos humanos, la tolerancia y la democracia, que se celebrara el domingo en la Centro Internacional de Conferencias con treinta organizaciones no gubernamentales presentes. Los organizadores esperan unos 600 participantes.

### Temas y debates
Los principales temas de la conferencia son el racismo anti-negro, discriminación de los migrantes, los refugiados, las mujeres, los pueblos indígenas, el pueblo palestino y las consecuencias del 11 de septiembre, incluidas las clasificaciones basadas en la etnia y la religión. Hay también una manifestación prevista el sábado por la tarde en las calles de Ginebra.

## Acontecimientos: la intervención de Ahmadinejad
El primer día de la conferencia, el presidente iraní Mahmoud Ahmadinejad definió a Israel como un Estado racista desde sus orígenes. Los 23 representantes europeos decidieron salir de la sala. La República Checa anunció que se iba de la conferencia definitivamente, pero unos países anunciaron que se quedarían. Israel expresó su descontento con Suiza y lamentó que unos europeos no hubieran boicoteado la conferencia.
El presidente iraní Mahmoud Ahmadinejad dijo lo siguiente al principio de su discurso:

Queridos amigos,
Hoy, la comunidad humana enfrenta un tipo de racismo que mancha la imagen de toda la humanidad, en el inicio del tercer milenio. El sionismo mundial personifica el racismo que es falsamente atribuido a las religiones pero que, en verdad, abusa de los sentimientos religiosos para esconder su horrendo rostro de odio. Con todo, es importante no perder de vista los objetivos políticos de algunos de los poderes mundiales, que controlan los inmensos recursos económicos y las ganancias del mundo. Movilizan todos los recursos, incluso la influencia económica y política -y los medios en todo el mundo-, para intentar ganar apoyo para el régimen sionista y ocultar la indignidad y la desgracia de aquel régimen. No se trata aquí de simple cuestión de ignorancia... Los gobiernos antisionistas deben ser motivaos y apoyados con vistas a erradicar ese racismo bárbaro y a reformar los mecanismos internacionales hoy existentes. No hay duda de que todos ustedes aquí presentes tienen perfecto conocimiento de la conspiración que promueven algunos gobiernos y los círculos sionistas contra las metas y los objetivos de esta conferencia. Lamentablemente, ha habido declaraciones y más declaraciones de apoyo a los sionistas y sus crímenes. Es deber y responsabilidad de los respetables representantes de todas las naciones quitarle la máscara a una campaña que corre en la dirección opuesta a todos los valores y principios humanitarios.

Mahmoud Ahmadinejad declaró en el discurso polémico: "bajo el pretexto del Holocausto y el exterminio de los judíos, las naciones victoriosas invadieron un territorio y obligaron a un pueblo a errar y a dispersarse, y han instalado en sus tierras a otras personas llegadas de Europa y América. Así, ellos establecieron un estado racista en el territorio ocupado de Palestina." También dijo: "algunos Estados occidentales defienden esos racistas genocidios apoyando los bombardeos, la ocupación, los asesinatos y otros abusos cometidos por criminales en Gaza."
La ONU reconoció el martes que el discurso de Ahmadinejad, que volvió a acusar a Israel de racista, contenía inicialmente una frase que mencionaba “la cuestión ambigua y dudosa del Holocausto” para crear el Estado de Israel. El presidente Iraní no pronunció la frase que figuraba en su discurso. "El hecho de que el documento haya sido adoptado por todos los Estados excepto nueve es nuestra respuesta, que yo llamo un éxito", se felicitó en cambio la Alta Comisionada de la ONU para los Derechos Humanos, Navy Pillay.
Muchos países temían que se aprobara la difamación de las religiones, que UE asegura que pondría en peligro la libertad de expresión, y que los países de África, América Latina y el Caribe pidieran una reparación por la esclavitud.

### Principales puntos
- Sobre la declaración y programa de acción adoptado en 2001 en Durban, el párrafo 1 reafirma la declaración y programa de acción de Durban (DDPA) tal y como fue adoptado en la Conferencia mundial contra el racismo, la discriminación racial, la xenofobia y la intolerancia asociada.

- Sobre la intolerancia racial y religiosa, el párrafo 12 lamenta el aumento global del número de manifestaciones de intolerancia y de violencia racial y religiosa, entre ellas la islamofobia, el antisemitismo, cristianofobia y la hostilidad antiárabe (...).

- Sobre la esclavitud, el apartheid, el colonialismo y el genocidio, el párrafo 62 recuerda que la esclavitud y el tráfico de esclavos, entre ellos la esclavitud transatlántica, el apartheid, el colonialismo y el genocidio nunca deben ser olvidados y por eso acoge favorablemente las acciones efectuadas para honrar la memoria de las víctimas.

- Sobre el Holocausto, el párrafo 66 recuerda que el Holocausto nunca debe de ser olvidado (...).

- Sobre los pueblos autóctonos, el párrafo 73 saluda la adopción de la declaración de las Naciones Unidas sobre los derechos de los pueblos indígenas (...) y urge, en este contexto, a los Estados a tomar las medidas necesarias para instaurar los derechos de los pueblos autóctonos conforme a los instrumentos internacionales sobre los derechos del hombre sin discriminación.

- Sobre los inmigrantes, el párrafo 75: Urge a los Estados a impedir las manifestaciones de racismo, de discriminación racial, de xenofobia y de intolerancia asociadas a las zonas fronterizas y puntos de acceso, en particular frente a los inmigrantes, los refugiados y los demandantes de asilo, y alienta en este contexto a los Estados a crear y aplicar programas de formación para los funcionarios de las fuerzas del orden, de los servicios de la inmigración y de los puestos fronterizos (...) para sensibilizarlas frente al racismo, la discriminación racial, la xenofobia y la intolerancia asociada.[4]

## Comentarios
La Croix expresa: "la ONU aprueba en forma atropellada su declaración contra el racismo... y que los delegados presentes en el Palacio de las Naciones tomaron la decisión después de los "deslices antisemitas del presidente iraní y la cacofonía del acto de apertura el pasado lunes". Le Temps, diario suizo, dice: "la aprobación de la declaración fue una manera de lavar el incidente iraní y Durban II no careció de dramaturgia. Organizada por default en Ginebra, ciudad onusiana, pues ningún país quiso servir de sede, la conferencia fue objeto de demandas y amenazas de boicot.
«La gran preocupación de los países occidentales se concentró en el hecho de que el encuentro sería usado para promover al antisemitismo y las leyes contra la blasfemia, promoviendo el racismo y embistiendo contra los principios de la libertad de expresión», ha señalado la profesora brasileña Maria Luiza Tucci Carneiro.